# 惠斯勒 (阿拉巴馬州)
惠斯勒（英語：Whistler）是一個位於美國阿拉巴馬州莫比爾縣的非建制地區。該地的面積和人口皆未知。

## 地理
惠斯勒的座標為30°45′24″N 88°06′11″W / 30.75667°N 88.10306°W，而該地的平均海拔高度為11米（即36英尺）。